# 霍尔洛克
霍尔洛克，是匈牙利诺格拉德州所辖的一个村。总面积5.18平方公里，总人口376，人口密度72.6人/平方公里（2011年）。

## 位置
霍尔洛克村距布達佩斯東北約91.1公里。它位於蓋賴切山脈的山谷中，周圍環繞著低矮的山峰。因此當地的自然環境得以得到保護。

## 歷史
13世紀中葉，在蒙古人入侵之後，霍尔洛克城堡的建造則保護該地區免受未來的敵人襲擊。此時，霍尔洛克周圍的地區是由卡契奇家族（Kačić family）控制。城堡則在1310年的文獻記錄中首次被提及。
最初的霍尔洛克村建在城牆下方。奧斯曼帝國於 1552 年佔領了霍尔洛克城堡，在接下來的150年中，城堡則分別由奧斯曼帝國和匈牙利軍隊控制。在1683年，城堡和村莊則遭到遺棄，現在的村莊則在古城的遺跡中重建，老城區曾在1909年被徹底燒毀，但後來在精確的重建工程後，1987 年作為匈牙利僅存的傳統村莊，霍尔洛克村、城堡遺址及周邊地區被聯合國教科文組織列為世界文化遺產。起初官方註冊名稱只有霍尔洛克村，但在2003年應匈牙利當局的要求下，將其更名為霍尔洛克村莊及其周邊地區。。由於知名度的提高，當地遊客數量也有所增加，據說每年遊客人數則會達約20,000人。

## 特色
霍尔洛克村目前保存了50多座傳統建築物，其中包括建於16世紀的木製教堂，這些建築物的風格極為獨特，被稱之為霍尔洛克風格，是白色的牆壁塗有石灰的泥和稻草混合而成。屋頂主要為歇山頂，並在山牆上帶有木格裝飾，而村里的紡織廠則展示了使用古老技術製造織物的過程。
此外霍尔洛克的傳統也體現民間服飾上。在慶祝複活節活動時，居民們會穿著色彩繽紛、由多條裙子和圍裙組成的傳統服飾參與活動，當地還流傳著獨特的「霍尔洛克方言」。

## 圖片

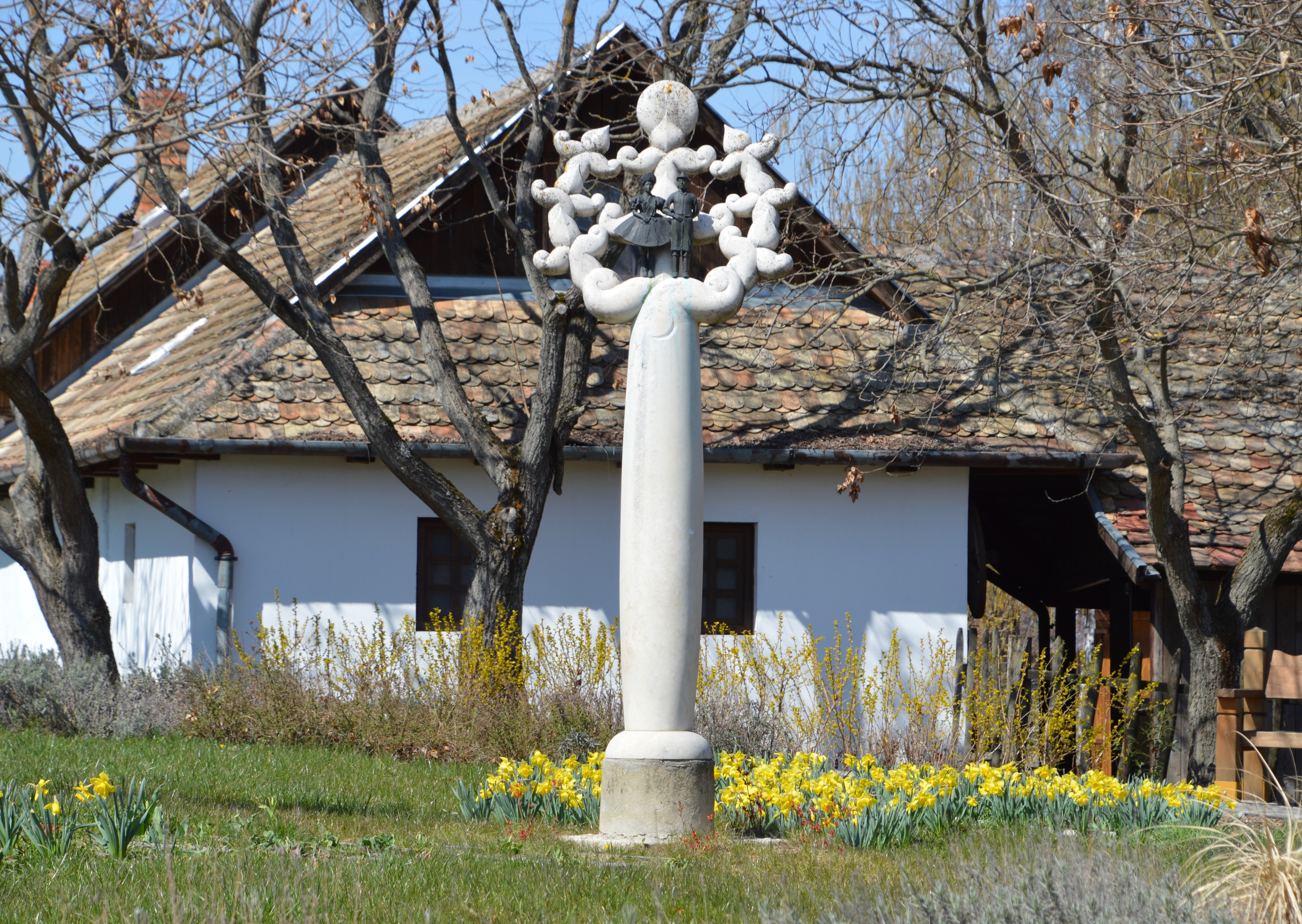
2021年的霍尔洛克
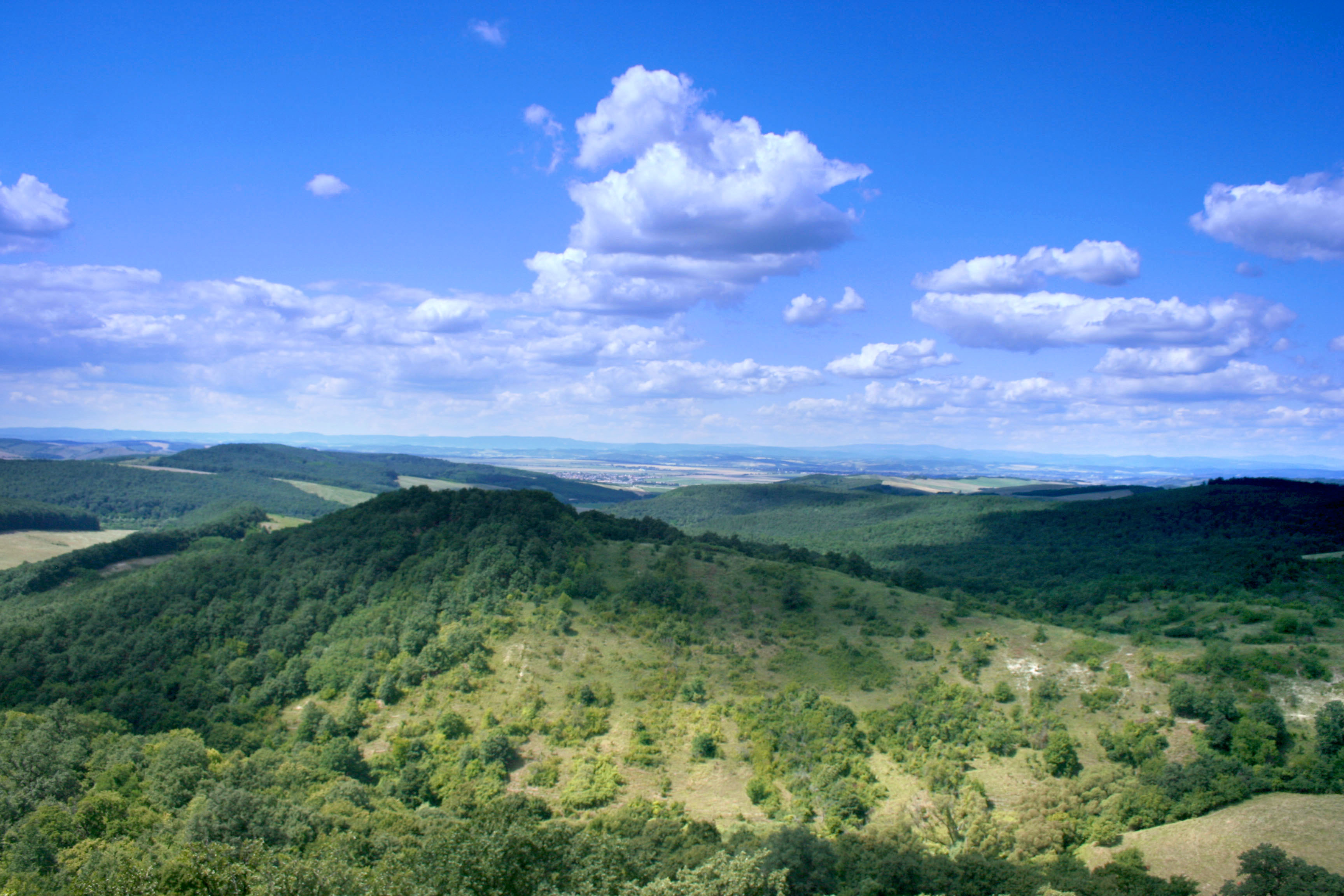
霍尔洛克週遭風景
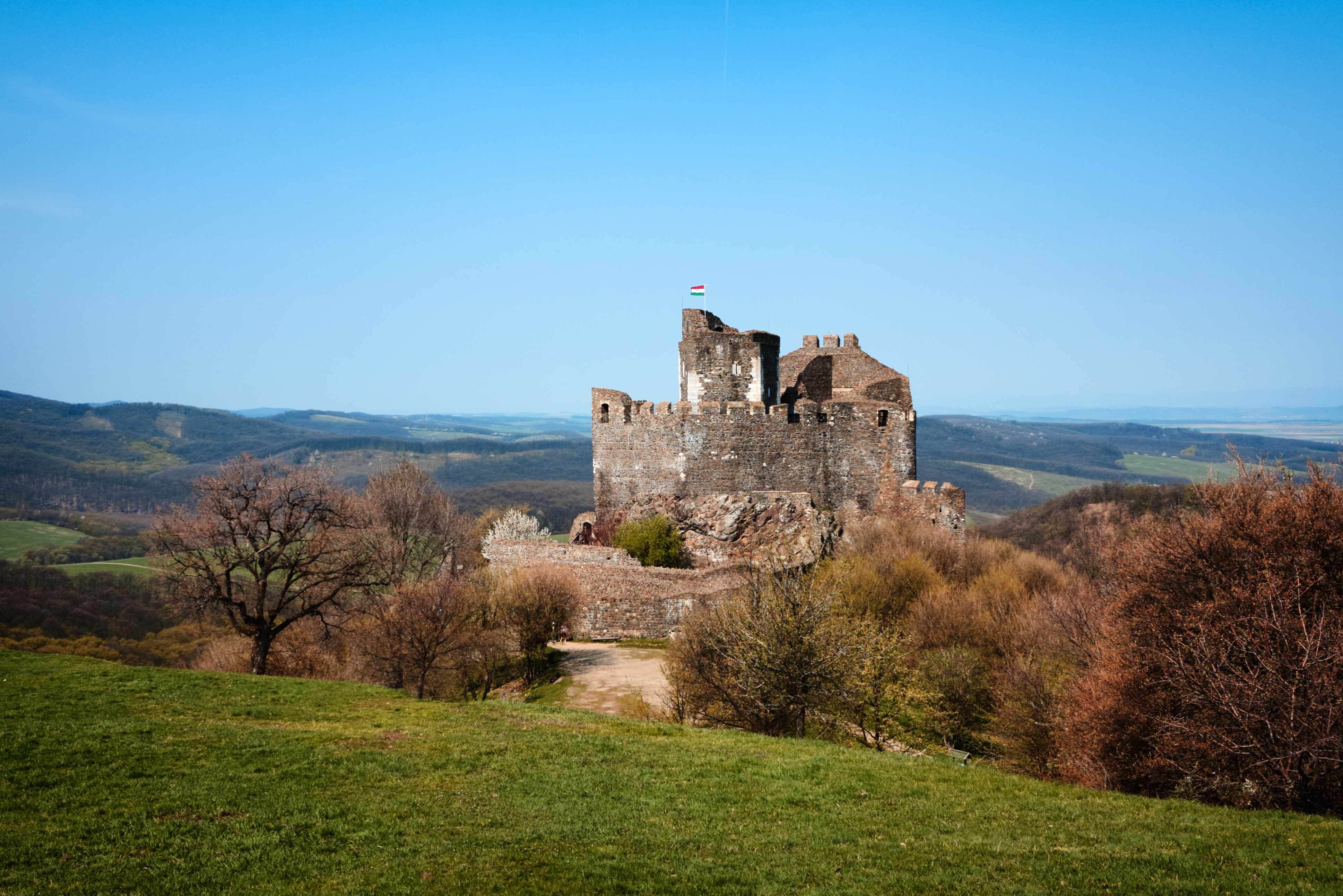
霍尔洛克城堡
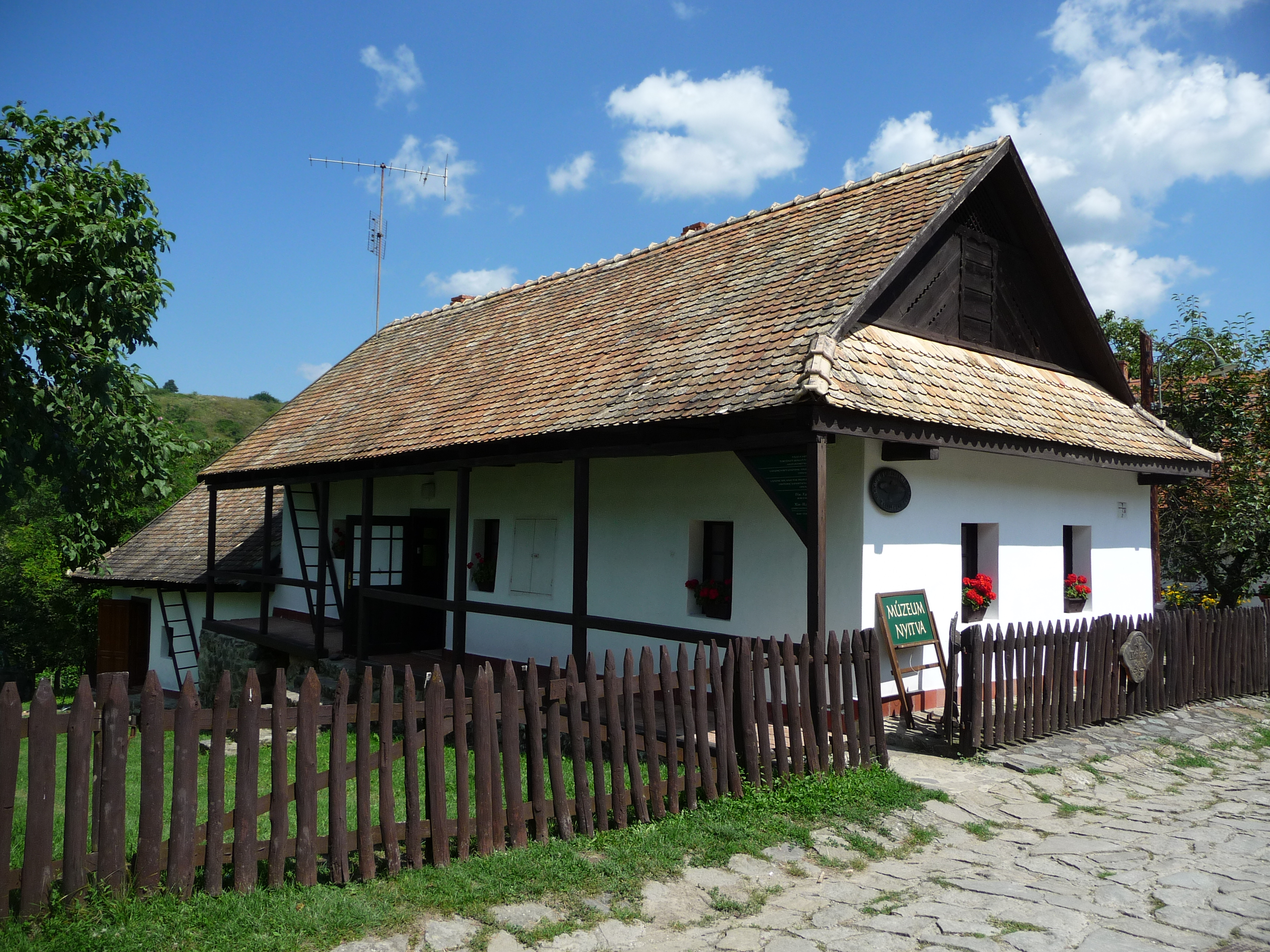
霍尔洛克傳統建築